# Álvaro de Castro, 1.º Conde de Monsanto

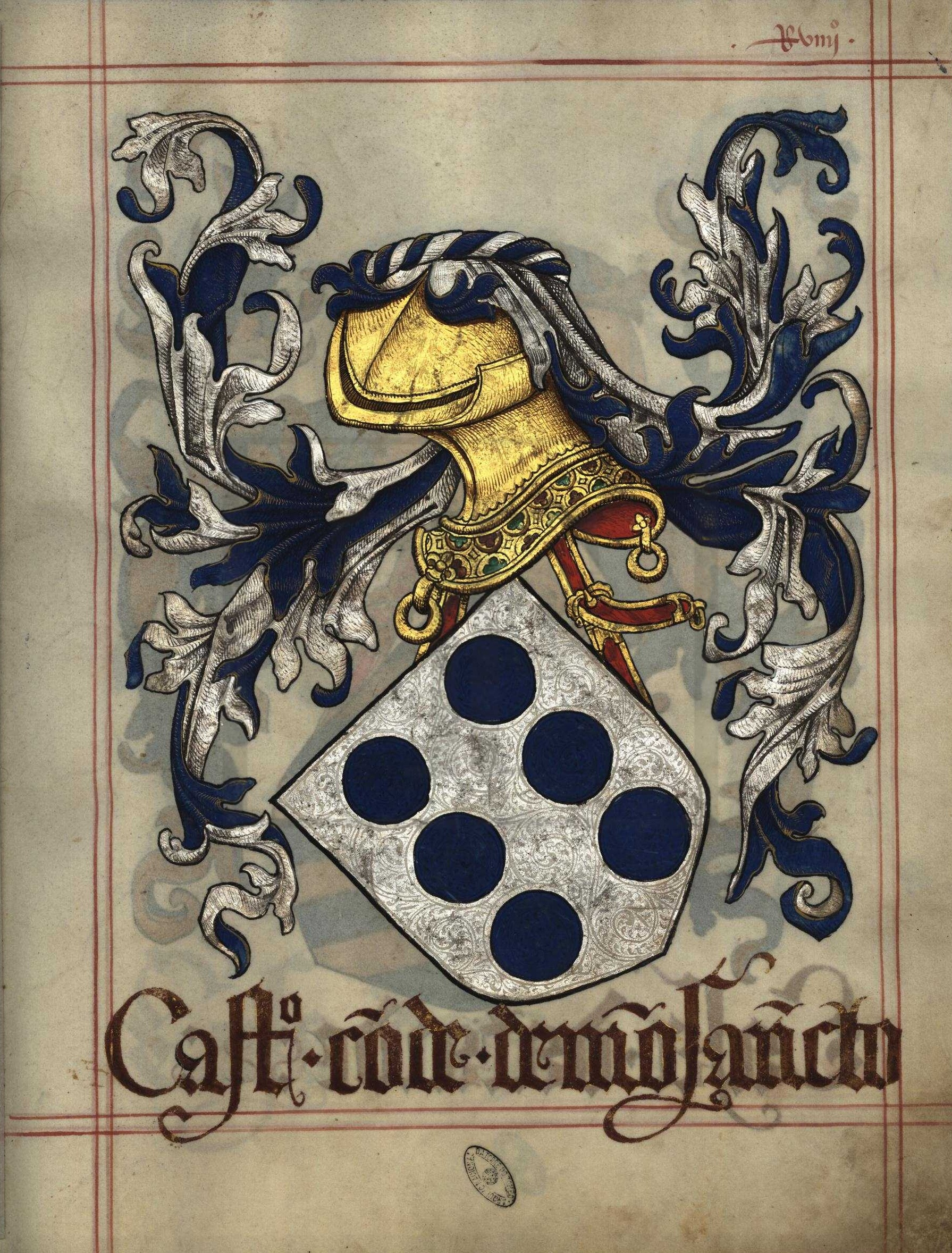
Armas de Castro conde de Monsanto, in Livro do Armeiro-Mor (fl 49^{r}) (1509)

Álvaro de Castro (c. 1420 - Arzila, 24 de Agosto de 1471), 1.º Conde de Monsanto, foi um nobre português do século XV.
Terá sido um dos primeiros vinte e sete Cavaleiros a receber a Ordem da Torre e Espada.

## Família
D. Álvaro de Castro era filho primogénito de D. Fernando de Castro, 1.º Senhor de juro e herdade de Ançã, de juro e herdade de São Lourenço do Bairro, do Morgado do Paul do Boquilobo e da Quinta da Penha Verde, em Sintra, e de sua primeira mulher Isabel de Ataíde.
O seu pai era Fidalgo de antiquíssima linhagem que remontava, por legítima varonia, ao Rei D. Ramiro III de Leão no século X, era filho secundogénito de D. Pedro de Castro, 1.º Senhor do Cadaval, provinha da linhagem de D. Álvaro Pires de Castro, 1.º Conde de Arraiolos, 1.º Conde de Viana da Foz do Lima e 1.º Condestável do Reino de Portugal, e foi Alcaide-Mor da Covilhã, Governador da Casa do Infante D. Henrique e Vedor da Fazenda de D. Afonso V.
A sua mãe era filha de Martim Gonçalves de Ataíde, Alcaide-Mor de Chaves, e irmã de D. Álvaro Gonçalves de Ataíde, 1.º Conde de Atouguia.
Entre os seus irmãos contam-se D. Garcia de Castro, 4.º Senhor de juro e herdade do Paul do Boquilobo, D. Henrique de Castro, prior do Crato, D. Isabel de Castro, mulher de D. Duarte de Meneses, 3.º Conde de Viana da Foz do Lima e 2.º Conde de Viana do Alentejo, e D. Catarina de Castro, mulher de D. Álvaro Vaz de Almada, 1.º Conde de Avranches, com geração, tendo voltado a casar, depois de viúva, com seu primo irmão, D. Martinho de Ataíde, 2.º Conde de Atouguia, sem geração.

## Biografia
Foi grande Senhor no Reino de Portugal, muito Nobre, de grande Casa e de muitas Companhas. Desde muito novo tomou parte em acções guerreiras. Foi muito bom Cavaleiro e passou a Tânger na altura da tentativa da sua Conquista em 1437. Estava com o Infante D. Henrique quando este ficou cercado e o então 3.º Conde de Arraiolos acudiu que se perdiam os Portugueses e, pela sua parte, D. Álvaro de Castro saiu, matou muitos e recolheu-se a salvo com grande honra.
Em Abril de 1441, partiu para Ceuta com alguns navios D. Fernando de Castro, levando com ele seu filho, D. Álvaro de Castro. D. Fernando de Castro morreu logo além do Cabo de São Vicente, num combate contra uma carraca de Corsários Genoveses, no qual seu filho pelejou muito valentemente e ficou muito ferido. D. Álvaro de Castro, que estava com ele quando o mataram, veio enterrar o pai em Faro e seguiu para Ceuta com o negócio que seu pai levava, para o acabar, e aí foi curado das feridas que trazia, e que sofrera na peleja da carraca. Ali revelou os poderes que seu pai levava e lhe transmitira para entregar a Praça ao Vizir Oatácida do Reino de Fez, Abu Zacaria Iáia, chamado Lazeraque (Estrábico), que governava em nome do Sultão do Império Merínida, Predefinição:LknbAbdalaque, em troca do Infante D. Fernando de Portugal. Mas nunca as negociações chegaram a qualquer resultado por impossibilidade de crer na palavra do mouro. O Infante D. Pedro, vendo como os mouros não queriam tomar conclusão na liberdade do Infante D. Fernando, mandou vir D. Álvaro de Castro para o Reino, o que se fez sem fazer nada no negócio a que ia.
Sucedeu a seu pai nas terras que ele teve como 2.º Senhor de juro e herdade de Ançã, de juro e herdade de São Lourenço do Bairro, com todos os Padroados e privilégios destes Senhorios, do Morgado do Paul do Boquilobo e da Quinta da Penha Verde, em Sintra e Alcaide-Mor da Covilhã, tendo sido igualmente Fronteiro-Mor da Covilhã.
A 31 de Julho de 1441, D. Pedro, Regente do Reino durante a menoridade de D. Afonso V, doa a D. Álvaro de Castro, que casou com D. Isabel, sua sobrinha (por cortesia, aliás meia-prima em segundo grau), a quantia de 4.500 coroas por dote de casamento.
Entre 31 de Julho de 1441 e 20 de Abril de 1444, foi feito pelo mesmo Regente D. Pedro Fidalgo do Conselho.
Quando, em 1443, o Regente D. Pedro de Portugal, 1.º Duque de Coimbra, na menoridade de D. Afonso V de Portugal, quis auxiliar o Rei D. João II de Castela e o seu valido, o Condestável da Coroa de Castela D. Álvaro de Luna, 1.º Duque de Trujillo e 1.º Conde de Ledesma, contra os Infantes de Aragão, cunhados e primos-irmãos do Soberano de Castela, mandou-lhe um Exército de 2.000 homens de cavalo e 4.000 homens de pé, comandados por seu filho, D. Pedro de Portugal, com o título de 5.º Condestável do Reino de Portugal e recém-armado Cavaleiro, com catorze anos apenas. O Comando efectivo exercia-o, provavelmente, D. Álvaro de Castro, com D. Lopo de Almeida, futuro 1.º Conde de Abrantes, e seu cunhado (marido de sua irmã) D. Duarte de Meneses, 3.º Conde de Viana do Alentejo e 2.º Conde de Viana da Foz do Lima, e, assim, as Tropas Portuguesas entraram em Castela por Ciudad Rodrigo e, apenas pelo seu movimento estratégico, concorreram para a derrota dos rebeldes, a quem obrigaram a dar batalha nas piores condições.
A 20 de Abril de 1444, D. Pedro, Regente em nome de D. Afonso V, privilegia D. Álvaro de Castro, Conselheiro, Senhor de Cascais, concedendo-lhe licença para dar das 4.500 coroas que lhe foram doadas por seu casamento, 1.500 coroas a D. Maria de Castro, sua irmã, que casara com D. Álvaro de Sousa, Fidalgo da Casa Real, a serem pagas pelo Almoxarifado de Portalegre, ficando D. Álvaro de Castro com 3.000 coroas, das quais receberia de tença 30.000 reais brancos, a serem pagas pelo Almoxarifado de Sintra, a partir de 1 de Janeiro de 1444.
A 11 de Abril de 1445, D. Pedro por D. Afonso V concede Carta de Privilégio a D. Álvaro de Castro, Senhor de Cascais e do seu Conselho, para todos os seus lavradores, caseiros, amos, mordomos e apaniguados que estiverem nas suas quintas, casais e herdades, isentando-os de pagar os diversos impostos e encargos concelhios, de irem com presos e dinheiros, de serem Tutores e Curadores, de servirem por terra e mar, bem como do direito de pousada.
Entre 11 de Abril de 1445 e 10 de Agosto de 1446, foi feito pelo Infante D. Pedro Camareiro-Mor da Casa Real do Rei D. Afonso V.
A 10 de Agosto de 1446, D. Pedro, em nome de D. Afonso V, confirma a D. Álvaro de Castro, Senhor de Cascais, Camareiro Régio, do seu Conselho, a sua autoridade sobre todos os homens que com ele sirvam, quer sejam Cavaleiros, Fidalgos ou Escudeiros.
A 10 de Agosto de 1446, D. Afonso V, através de seu tio e Regente, envia a Castela uma armada comandada por D. Álvaro de Castro, Senhor de Cascais, Camareiro-Mor, do seu Conselho, com objectivo de requerer a prisão de Corsários naturais de Castela que, contrariando o contrato celebrado entre os dois Reinos, realizaram actos de pirataria.
A 31 de Setembro de 1449, D. Afonso V confirma a doação a D. Álvaro de Castro, do seu Conselho, Camareiro-Mor, da sesmaria do Paul de Boquilobo, perto de Torres Novas, mediante determinadas condições. Documento Inserto: Carta de D. Duarte I de Portugal de 26 de Maio de 1434-8.
A 10 de Outubro de 1449, D. Afonso V confirma doação a D. Álvaro de Castro, do seu Conselho, Camareiro-Mor, casado com D. Isabel, neta do Dr. João das Regras, da vila de Cascais e seu termo e o Reguengo de Oeiras com todas as jurisdições, senhorios e pertenças. Documentos insertos: Carta de D. Duarte I de 2 de Junho de 1436 e Carta de D. João I de Portugal de 8 de Maio de 1397.
A 20 de Abril de 1450, D. Afonso V confirma a doação a D. Álvaro de Castro, Senhor de Cascais, do seu Conselho, Camareiro-Mor, da tença anual de 30.000 reais, por seu casamento, até perfazer a quantia de 3.000 coroas. Documento inserto de 20 de Abril de 1444.
D. Álvaro de Castro outorga, pelo casamento entre D. Maria de Castro, sua irmã, e D. Álvaro de Sousa, a verba de 1.500 coroas.
A 20 de Abril de 1450 D. Afonso V confirma a D. Álvaro de Castro, Camareiro-Mor e do seu Conselho, Senhor de Cascais, a transferência de 180.000 reais brancos, pelo casamento de Vasco Pereira, Fidalgo do Infante D. Pedro, com D. Isabel Pereira, Donzela da Casa do dito Infante, a serem pagos no Almoxarifado do Porto, até perfazer a quantia de 1.500 coroas. Documento inserto de 23 de Maio de 1446.
Quando, por efeitos da conjura contra D. Pedro, até após a sua morte no trágico desfecho da Batalha de Alfarrobeira a 20 de Maio de 1449, as cabalas palacianas, urdidas em torno de D. Afonso V, não deixavam de atacar os descendentes do infortunado Regente, uma das mais vis intrigas que promoveram certos Fidalgos, nomeadamente o 1.º Duque de Bragança D. Afonso I e os seus dois filhos e os seus partidários, foi a que, para meterem mal entre ambos e, com isso, afastarem o Monarca da Rainha, que era filha do malogrado Infante, fabricaram contra esta, arguindo-a de adúltera e dando-lhe como cúmplice o Camareiro-Mor da Casa Real, o qual quiseram inimizar com o Rei. D. Álvaro de Castro chegou a estar preso, pois os Braganções, estando o Rei fora, prenderam-no no Castelo de Lisboa, mas o dito jovem Monarca, quando veio e lhe disseram que o prenderam porque falava de amores com a Rainha, não se persuadiu do que diziam, reagiu contra a tenebrosa maquinação e mandou logo soltar o seu Camareiro-Mor, pelo "verdadeiro conhecimento que El-Rei tinha das muitas e limpas bondades da Rainha e da grande lealdade do Conde", no dizer de Rui de Pina, e lhe fez muitas honras e distintas mercês, e foi muito valido de D. Afonso V.
A 29 de Março de 1454, D. Afonso V privilegia D. Álvaro de Castro, do seu Conselho, Camareiro-Mor, mandando que todos os lavradores que lavrem num seu paul nos termos das vilas de Santarém e Torres Novas, percam o pão a que têm direito, se levarem algum das eiras ou das restevas, sem lhe darem conhecimento, bem como estabelece multas para os donos de gado que for apanhado dentro do dito paul.
A 8 de Janeiro de 1455, D. Afonso V doa vitaliciamente, posteriormente hereditariamente, a D. Álvaro de Castro, do seu Conselho, Senhor de Cascais, Camareiro-Mor, a vila de Castelo Mendo, com jurisdição do cível e crime, mero e misto império com todas as rendas, direitos, portagens, foros, tributos e direitos régios, reservando para si a correição e alçada, e teve os Senhorios de Castelo Mendo, do Reguengo da Póvoa de El-Rei, junto a Trancoso, de Vila Franca das Naves e de Bouça Cova com todas as rendas, direitos, Padroados de Igrejas e privilégios destes Senhorios.
A 28 de Fevereiro de 1455, D. Afonso V nomeia D. Álvaro de Castro, do seu Conselho, Camareiro-Mor, para o cargo de Alcaide-Mor do castelo da vila de Castelo Mendo, em substituição de Galiote Pereira, Cavaleiro da sua Casa.
A 4 de Março de 1455, D. Afonso V confirma o privilégio a D. Álvaro de Castro, Senhor de Cascais, do seu Conselho, Camareiro-Mor, concedendo aos 12 lavradores que morarem e lavrarem no seu paul de Vila Nova, Torres Vedras, isenção dos encargos e ofícios do Concelho, não sejam Tutores ou Curadores, de ir com presos ou dinheiros, dos impostos gerais, de serem besteiros do conto, de ir à guerra, bem como do direito de pousada. Documento inserto: Carta de Privilégio do Infante D. Pedro de 3 do  Abril de 1448.
Entre 4 de Março de 1455 e 24 de Janeiro de 1463, foi feito Fronteiro-Mor de Lisboa.
O título de 1.º Conde de Monsanto foi-lhe concedido por mercê de D. Afonso V, por Carta de 21 de Maio de 1460, com doação simultânea do Senhorio da respectiva vila e do Reguengo de Medelim. Foram suas Armas: o escudo pleno dos de Castro de seis arruelas, de prata, seis arruelas de azul postas em duas palas, três a três; timbre novo (distintivo deste ramo), pelo qual trocou o de sua família, e que era um leão de prata carregado de seis arruelas de azul postas em duas palas, três a três: um caranguejo de prata, carregado de seis arruelas de azul postas em duas palas, três a três (em clara alusão ao Senhorio e à Alcaidaria-Mor de Cascais, que lhe vinham por afinidade); com Coroa de Conde.
A 24 de Janeiro de 1463 D. Afonso V doa a D. Álvaro de Castro, Conde de Monsanto, Camareiro-Mor, Fronteiro-Mor de Lisboa, o castelo da dita cidade, no qual, ironicamente, havia estado preso alguns anos antes, com todas as rendas, direitos, foros, tributos, graças, mercês e pertenças, da mesma forma que o tivera Galiote Pereira, como seu Alcaide-Mor, bem como, por Carta do Rei, a Coutaria-Mor das perdizes da cidade de Lisboa e seu termo.
A 25 de Janeiro de 1463, D. Afonso V doa a D. Álvaro de Castro, Conde de Monsanto, Camareiro-Mor, uma tença anual, enquanto sua mercê for, de 20.000 reais brancos. No mesmo dia 25 de Janeiro de 1463 D. Afonso V doa a D. Inês, irmã da Condessa de Monsanto, a pedido do Conde de Monsanto, uma tença anual de 27.000 reais brancos.
A 28 de Janeiro de 1463, D. Afonso V nomeia D. Álvaro de Castro, Conde de Monsanto, Camareiro-Mor e Fronteiro-Mor de Lisboa, para o cargo de Couteiro-Mor das perdizes de Lisboa, em substituição de Galiote Pereira, que renunciara.
A 29 de Março de 1463, D. Afonso V, no seguimento de um processo litigioso entre D. Álvaro de Castro, Conde de Monsanto e D. João de Meneses, Fidalgo Régio, sobre usurpação de jurisdição da parte de D. João de Meneses relativamente à terra de Ançã e suas aldeias, manda que este respeite a jurisdição de D. Álvaro de Castro, sob pena de pagamento de 100 meias-coroas de ouro por cada vez que cometa infracção.
A 10 de Setembro de 1466, D. Afonso V doa a D. Álvaro de Castro, Conde de Monsanto, do seu Conselho, Fronteiro-Mor e Alcaide-Mor da cidade de Lisboa, o Reguengo de Campores, com todos os direitos, rendas e foros.
A 20 de Outubro de 1468, D. Afonso V privilegia D. Álvaro de Castro, Conde de Monsanto, Camareiro-Mor, Alcaide-Mor na cidade de Lisboa, concedendo-lhe licença para que use a pena de sangue na dita cidade e arredores.
A 26 de Outubro de 1468 D. Afonso V doa ao Conde de Monsanto, a quantia de 4.500 coroas, a 120 reais a coroa, por dote de casamento
A 1 de Julho de 1469 D. Afonso V concede Carta de Privilégio a D. Álvaro de Castro, Conde de Monsanto, Camareiro-Mor Régio, e a seu pedido, isentando os lavradores e pessoas da sua vila e termo de Cascais, de servirem com suas bestas em quaisquer encargos, bem como aos seus filhos, irmãs e primas e outras pessoas, de lhes tomarem os frangos, galinhas, patos, cabritos e cordeiros.
E quando, depois, em 1471, esse mesmo Monarca, El-Rei D. Afonso V, foi a África, na expedição contra Arzila, para a tomar, foi com ele e acompanhou-o o Conde D. Álvaro de Castro, do que existem duas versões: uma diz que contra seu gosto, pelo motivo de querer contradizer o dito duma judia, que publicava que ele iria, mas não havia de tornar; e outra diz que uma judia lhe dissera que ele iria a Arzila e que não tornaria, pelo que El-Rei D. Afonso V lhe rogou que não fosse, e ele o não quis fazer. Apesar do que, não obstante, foi o dito D. Álvaro de Castro, e foi o primeiro que, em cujo assalto, no dia da conquista, que se deu a 24 de Agosto de 1471, entrou com a sua bandeira e com a sua gente na vila de Arzila, fazendo uma grande hostilidade aos mouros, com as suas gentes se apartou por uma rua e, com muito grande peleja, a tomou e lançou os mouros fora dela, e entrou no Castelo por força das armas e o tomou, bem como uma torre. E, estando já em cima dessa torre, havendo-se por seguro, porque a vila era já tomada e tudo rendido, já descansado por se achar tudo vencido, e tendo tirado o capacete, veio uma seta como perdida, que lhe deu na cabeça, da qual foi vítima e da qual logo veio a morrer heroicamente. É certo que haveria de dizer que a judia adivinhou.

## Casamento e descendência
Casou antes de 1436 com D. Isabel da Cunha, 3.ª Senhora de juro e herdade das vilas de Castelo Rodrigo, de Tarouca e de Valdigem, da vila de Cascais e seu termo com seu Castelo depois de 1 de Maio de 1436, dos Reguengos de Algés e de Oeiras com todos os direitos, pescarias e jurisdições, a 1 de Maio de 1436, das dízimas das sentenças condenatórias de Évora, da jurisdição da Lourinhã e das rendas da portagem de Beja depois de 1 de Maio de 1436, 16.ª Senhora do Morgado da Albergaria de São Mateus e 11.ª Senhora do Morgado do Hospital de Santo Eutrópio, com Capela de São Bartolomeu, em São Bartolomeu, Lisboa, a 8 de Setembro de 1473, com a qual se juntou a sua à Casa do Conde de Monsanto.
D. Duarte I de Portugal trata-a por (meia-prima-)sobrinha quando, a 4 de Junho de 1436, esta e seu marido doam a seu pai e a sua segunda mulher D. Maria de Vasconcelos todos os bens que ele tinha da primeira mulher, móveis, de raiz ou da Coroa, salvo o Senhorio de Oeiras, tendo tido para tanto boa paga.
D. Afonso V, referindo-a como neta (materna) do Dr. João das Regras e mulher de D. Álvaro de Castro, confirma-lhe o Senhorio da Lourinhã, conforme Carta de D. Duarte I de 1 de Maio de 1436.
A 8 de Setembro de 1473, D. Afonso V confirma a D. Isabel, mulher do Conde de Monsanto, a posse dos direitos e propriedade que Catarina Dias, filha de Diogo Soares, tinha no Hospital de Santo Eutrópio, situado na freguesia de São Bartolomeu da cidade de Lisboa, com determinadas condições, segundo Carta de D. João I de 14 de Outubro de 1424.
Era neta paterna do Infante D. João de Portugal, Duque de Valência de Campos, filho d'El-Rei D. Pedro I e de sua segunda mulher D. Inês de Castro, e neta materna do Doutor João das Regras, ao qual as ditas vilas, Reguengos e Morgados foram dados de juro e herdade por El-Rei D. João I, e de sua mulher, da qual foi primeiro marido, D. Leonor da Cunha, e pelo casamento de seus pais D. Afonso da Guerra, 2.º Senhor Consorte de Cascais, filho do Infante, com D. Branca da Cunha, 2.ª Senhora de Cascais, etc, filha do jurisconsulto, dos quais era única filha e herdeira.
Deste casamento nasceram dois filhos e duas filhas: 
- D. João de Castro, 2.º Conde de Monsanto, etc (c. 1440 - 1496), que casou com D. Maria de Meneses, mas não teve descendência[6]
- D. Jorge de Castro (c. 1440 - ?), que foi ao escalamento de Tânger feito pelo Infante D. Fernando de Portugal, filho d'El-Rei D. Duarte I, onde morreu novo, solteiro e sem geração[6]
- D. Joana de Castro, 5.ª Senhora de Cascais e 3.ª Senhora de Monsanto, etc, que herdou a Casa de Monsanto de seu irmão, e casou com D. João de Noronha, 1.º Senhor de Sortelha, em cuja descendência continua o título de Conde de Monsanto[6]
- D. Leonor de Castro, primeira mulher de D. Pedro de Meneses, 1.º Conde de Cantanhede, com geração[6]

D. Álvaro de Castro teve um filho bastardo conhecido e três filhas bastardas conhecidas: 
- D. Rodrigo de Castro, o de Monsanto, 1.º Senhor de Valhelhas e Almendra (c. 1440 - ?), Capitão de Arzila e de Tânger e Poeta do Cancioneiro Geral de Garcia de Resende, casado primeira vez com D. Maria Coutinho, com geração, com geração bastarda de mulheres desconhecidas e casado segunda vez com D. Joana de Castro, com geração[6]
- D. Guiomar de Castro, mencionada no Cancioneiro Geral de Garcia de Resende, no qual um poema de D. João de Meneses com ajudas de Fernão da Silveira, o Moço, de seu irmão D. Rodrigo de Castro, o de Monsanto, de D. Pedro da Silva e de Fernão da Silveira, o Regedor, fala sobre uma Dama de Honor acusada de beijar D. Guiomar de Castro, filha do 1.º Conde de Monsanto,[9] famosa na Corte por ter beijado na boca o seu irmão, D. Rodrigo de Castro,[10] e que, mais tarde, casou em Castela com D. Pedro Manrique de Lara y Sandoval (1443 - 1515), 1.º Duque de Nájera Grande de Espanha, etc, com geração[6]

| “ | De Dom Joam de Meneses a uma Dama que refiava e beijava Dona Guiomar de Crasto Senhora eu vos nam acho rezam para rafiar e beijar tam sem empacho Dona Guiomar, salvante se vós sois macho. Se o sois e nam sois dama, é mui bem que o digais e tambem deve sua ama nam querer que vós jaçais soo com ela em uma cama. Confessai-nos que sois macho ou que folgais de beijar, que doutra guisa nam acho rezam de antrepernar tal dama tam sem empacho. | ” |

| “ | Ajuda de Fernam da Silveira Dous gostos podeis levar, senhora, desta maneira, pois sabeis de tudo usar: ser macho pera Guiomar e femea pera Nogueira. E por isso nam vos tacho, antes vos quero louvar; nos trajos em que vos acho podereis vós emprenhar outra molher como macho. | ” |

| “ | Dom Rodrigo de Castro. Lancem-vos fora do paço, ou vos levem a lisboa ou vos dêm outra machoa com que percais o raivaço. Lancem-vos um barbicacho ou vos mandemos capar; porqu’outra forma nom acho pera poder escapar Dona Guiomar; pois sáfirma que sois macho. | ” |

| “ | Dom Pedro da Silva. Pera parecer donzela cousas tendes bem que farte, mas chamardes vós muela a beiços de dama bela nam vos vem de boa parte. D’hoje avante nom me agacho nem mais hei assi d’andar; mas com mui gentil despacho vos hei-d’ir arregaçar e oulhar, se sois femea ou macho. | ” |

| “ | Fernam da Silveira, o Regedor. Com estes tratos d’amor, com estes beijos maa hora vos nom ham ja por ser senhora, mas por um fino senhor. Tambem trazês um recacho e um som de galear, que beijais tem sem empacho Dona Guiomar, que vos ham todos por macho. | ” |

| “ | Outra sua e cabo Uma mui estranha cousa se ruge caa antre nós porque laa convosco pousa Dona Joana de Sousa, dizem qu’ee prenhe de vós! Tambem diz cum mochacho vos foi nam sei quem topar! Havei eramaa empacho, mandai um deles cortar ou tapar, e ficai femea ou macho. | ” |

- D. Margarida de Castro, a Condessinha, solteira e sem geração
- D. Violante de Castro (c. 1445 - ?), casada em 1462 com João Vaz de Almada (c. 1410 - ?), 1.º Senhor de juro e herdade de Pereira, com geração
- D. Leonor de Castro, que foi Abadessa do Mosteiro de Santa Clara-a-Nova de Coimbra[6]